# 347.ª Divisão de Infantaria (Alemanha)
A 347ª Divisão de Infantaria (em alemão:347. Infanterie-Division) foi uma unidade militar que serviu no Exército alemão durante a Segunda Guerra Mundial.

## Comandantes
| Comandante                       | Data                                           |
| -------------------------------- | ---------------------------------------------- |
| Generalleutnant Friedrich Bayer  | 27 de setembro de 1942 - 11 de outubro de 1943 |
| Generalleutnant Karl Böttcher    | 11 de outubro de 1943 - 8 de dezembro de 1943  |
| Generalleutnant Wolf Trierenberg | 8 de dezembro de 1943 - ? de março de 1945     |
| Generalleutnant Maximilian Siry  | ? de março de 1945 - ? de março de 1945        |
| Generalleutnant Wolf Trierenberg | ? de março de 1945 - ? de maio de 1945         |

## Oficiais de operações
| Oberstleutnant Hans-Heinrich Kuban | 1 de outubro de 1942 - 1 de fevereiro de 1944    |
| Oberstleutnant Wilhelm Schäfer     | 1 de fevereiro de 1944 - 25 de fevereiro de 1945 |
| Major Werner Conrad                | 25 de fevereiro de 1945 - 1945                   |

## Área de operações
| Países Baixos               | setembro de 1942 - setembro de 1944 |
| Bélgica & Oeste da Alemanha | setembro de 1944 - maio de 1945     |